# Mała Reczica
Mała Reczica (mac. Мала Речица) – wieś w Macedonii Północnej, w gminie Tetowo.